# Ricardo Teixeira (piloto)
Ricardo Teixeira (Lisboa, Portugal; 2 de agosto de 1984) es un piloto angoleño-portugués de automovilismo. Participó en la temporada 2008-09 de GP2 Asia Series y en la temporada 2009 de GP2 Series.

## Trayectoria
Teixeira empezó su carrera deportiva en 2001, participando en la Copa Junior de Fórmula BMW. Finalizó el campeonato en 20.º posición.
En 2005 participó en la Fórmula 3 Británica con el equipo Carlin Motorsport, acabando en 9.º posición. Al año siguiente acabó en 7.º posición, a pesar de fichar por el equipo Performance Racing Europe a mitad de año. En 2007, siguió en la misma categoría, aunque no consiguió ningún punto. Además, en ese mismo año participó en dos carreras del Campeonato de Alemania de Fórmula 3. En 2008, fichó por el equipo Ultimate Racing.
Teixeira firmó con el equipo Trident Racing para correr en las cuatro últimas carreras de la temporada 2008-09 de GP2 Asia Series. Siguió con el equipo Trident en la temporada 2009 de GP2 Series. En Mónaco, se convirtió en el primer piloto que no consiguió clasificarse para una carrera desde 2007, al exceder, en tiempo, en un 107% el mejor tiempo logrado por el líder. No consiguió ningún punto durante la temporada.
Teixeira participó en la Fórmula 2 en 2010. Consiguió un quinto puesto en la tercera carrera de la temporada; sin embargo, en la carrera siguiente, sufrió un espectacular accidente del que salió ileso.
Participó como piloto probador de la escudería Team Lotus para la temporada 2011 de Fórmula 1.

## Resultados

### GP2 Asia Series
(Clave) (negrita indica pole position) (cursiva indica vuelta rápida puntuable)

| Año     | Escudería      | 1   | 1   | 2   | 2   | 3    | 3    | 4   | 4   | 5   | 5   | 6    | 6    | Pos. | Puntos | Ref.  |
| ------- | -------------- | --- | --- | --- | --- | ---- | ---- | --- | --- | --- | --- | ---- | ---- | ---- | ------ | ----- |
| 2008-09 | Trident Racing | SHA | SHA | DUB | DUB | SAK1 | SAK1 | LOS | LOS | KUA | KUA | SAK2 | SAK2 | 38.º | 0      | [ 1 ] |
| 2008-09 | Trident Racing |     |     |     |     |      |      |     |     | 17  | 19  | 17   | Ret  | 38.º | 0      | [ 1 ] |

### GP2 Series
(Clave) (negrita indica pole position) (cursiva indica vuelta rápida puntuable)

| Año  | Escudería      | 1   | 1   | 2   | 2   | 3   | 3   | 4   | 4   | 5   | 5   | 6   | 6   | 7   | 7   | 8   | 8   | 9   | 9   | 10  | 10  | 11  | 11  | 12  | 12  | Pos. | Puntos | Ref.  |
| ---- | -------------- | --- | --- | --- | --- | --- | --- | --- | --- | --- | --- | --- | --- | --- | --- | --- | --- | --- | --- | --- | --- | --- | --- | --- | --- | ---- | ------ | ----- |
| 2009 | Trident Racing | BAR | BAR | MON | MON | EST | EST | SIL | SIL | NÜR | NÜR | BUD | BUD | VAL | VAL | SPA | SPA | MNZ | MNZ | ALG | ALG |     |     |     |     | 26.º | 0      | [ 2 ] |
| 2009 | Trident Racing | Ret | 20  | DNQ | DNQ | 14  | 18  | Ret | 18  | Ret | 15  | Ret | 19  | Ret | 14  | Ret | 14  | 16  | 14  | 15  | 21  |     |     |     |     | 26.º | 0      | [ 2 ] |
| 2012 | Rapax          | KUA | KUA | SAK | SAK | SAK | SAK | BAR | BAR | MON | MON | VAL | VAL | SIL | SIL | HOC | HOC | BUD | BUD | SPA | SPA | MNZ | MNZ | SIN | SIN | 29.º | 0      | [ 3 ] |
| 2012 | Rapax          | 21  | 24† | 17  | 13  | 23  | 20  | Ret | 23  | 20  | Ret |     |     | 18  | 15  | DSQ | 16  | 19  | 20  | 18  | 15  | 20  | 18  | 17  | 21  | 29.º | 0      | [ 3 ] |
| 2013 | Trident Racing | KUA | KUA | SAK | SAK | BAR | BAR | MON | MON | SIL | SIL | NÜR | NÜR | BUD | BUD | SPA | SPA | MNZ | MNZ | SIN | SIN | YMC | YMC |     |     | 34.º | 0      | [ 4 ] |
| 2013 | Trident Racing |     |     |     |     |     |     |     |     |     |     |     |     | 19  | 19  | 21  | 24  |     |     |     |     |     |     |     |     | 34.º | 0      | [ 4 ] |